# Nanpan Jiang
Der Fluss Nanpan Jiang (chinesisch 南盤江 / 南盘江, Pinyin Nánpánjiāng) entspringt im Osten der südwestchinesischen Provinz Yunnan im Grenzgebiet zu den Provinzen Guizhou und Guangxi.
Seine Quelle liegt auf dem Gebiet des Kreises Zhanyi von Qujing am östlichen Fuß des Maxiong Shan 马雄山, von dort fließt er südwärts bis Kaiyuan, dann nordostwärts. Im Kreis Wangmo in der Provinz Guizhou vereinigt er sich mit dem Beipan Jiang 北盘江 zum Hongshui He 红水河, dem linken Nebenfluss des Westflusses (Xi Jiang, 西江). Der Nanpan Jiang hat eine Länge von 856 km, sein Einzugsgebiet beträgt 56.200 Quadratkilometer. Er fließt durch ein Kalksteingebiet. An größeren Wasserkraftwerken gibt es das Tianshengqiao-Kraftwerk und das Lubuge-Kraftwerk.